# Pravda vítězí

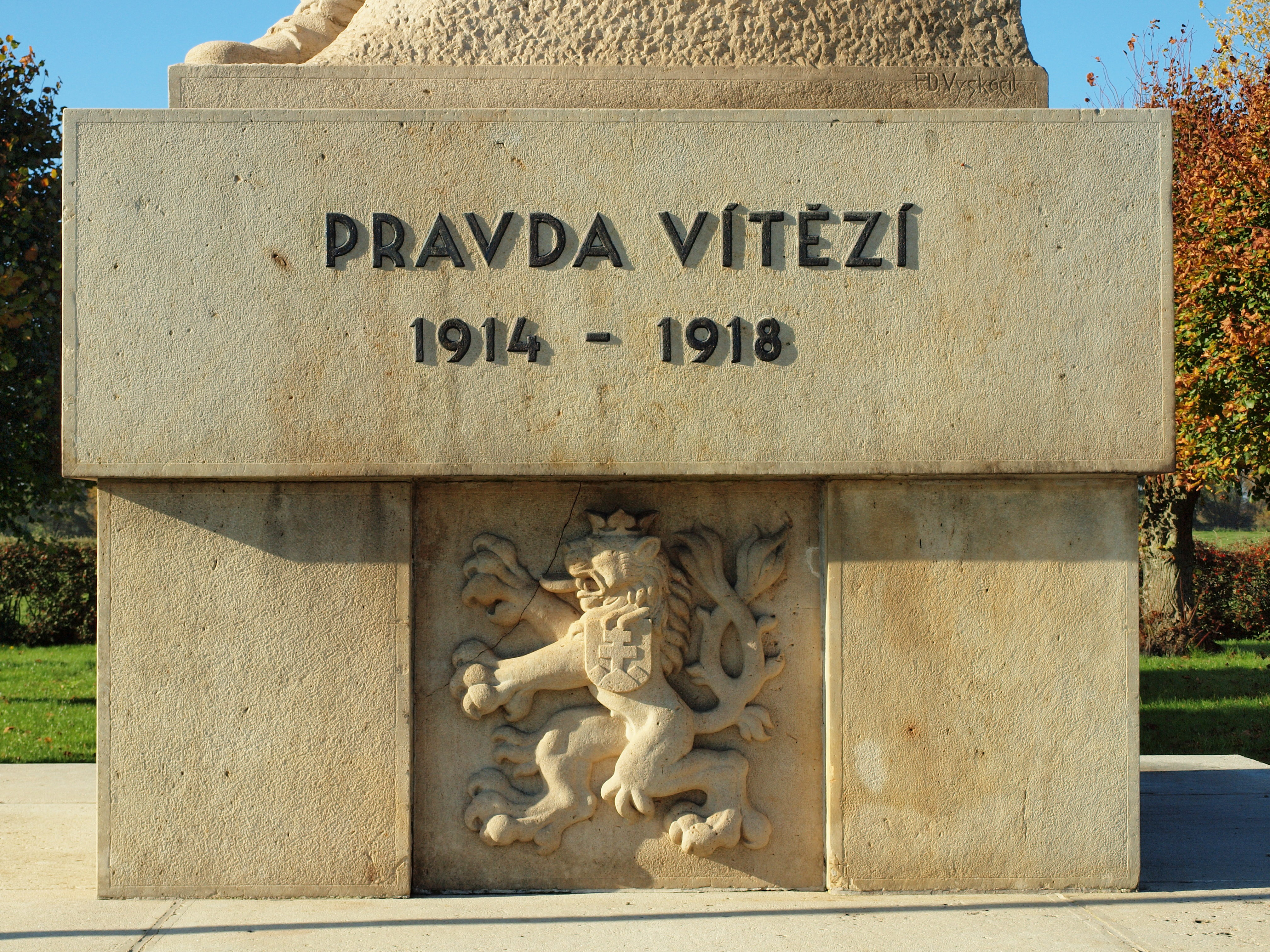
Mention de Pravda vítězí sur le mémorial des Légions tchécoslovaques à Chestres (commune de Vouziers), Ardennes, France.

Pravda vítězí, traduction du latin Veritas vincit (la Vérité vaincra en français) est la devise nationale de la République tchèque.
Cette devise fut adoptée par le premier Président de la Tchécoslovaquie, Tomáš Masaryk, en 1918, au moment de l'indépendance du pays.